# 8036 Maehara
8036 Maehara eller 1992 UG4 är en asteroid i huvudbältet som upptäcktes den 26 oktober 1992 av de båda japanska astronomerna Kazuro Watanabe och Kin Endate vid Kitami-observatoriet. Den är uppkallad efter Hideo Maehara.
Asteroiden har en diameter på ungefär 15 kilometer.